# Long Grove (Iowa)
Long Grove és una població dels Estats Units a l'estat d'Iowa. Segons el cens del 2000 tenia 597 habitants.

## Demografia
Segons el cens del 2000, Long Grove tenia 597 habitants, 205 habitatges, i 175 famílies. La densitat de població era de 274,4 habitants/km².
Dels 205 habitatges en un 46,8% hi vivien nens de menys de 18 anys, en un 78,5% hi vivien parelles casades, en un 6,8% dones solteres, i en un 14,6% no eren unitats familiars. En el 12,2% dels habitatges hi vivien persones soles el 4,4% de les quals corresponia a persones de 65 anys o més que vivien soles. El nombre mitjà de persones vivint en cada habitatge era de 2,91 i el nombre mitjà de persones que vivien en cada família era de 3,18.
Per edats la població es repartia de la següent manera: un 31,2% tenia menys de 18 anys, un 5,2% entre 18 i 24, un 28,6% entre 25 i 44, un 28,1% de 45 a 60 i un 6,9% 65 anys o més.
L'edat mediana era de 38 anys. Per cada 100 dones de 18 o més anys hi havia 104,5 homes.
La renda mediana per habitatge era de 65.250 $ i la renda mediana per família de 68.125 $. Els homes tenien una renda mediana de 44.821 $ mentre que les dones 30.156 $. La renda per capita de la població era de 23.041 $. Entorn de l'1,3% de les famílies i el 2,1% de la població estaven per davall del llindar de pobresa.

## Poblacions més properes
El següent diagrama mostra les poblacions més properes.